# Ставча Вас
Ставча Вас (словен. Stavča vas) — поселення в общині Жужемберк, регіон Південно-Східна Словенія, Словенія. Висота над рівнем моря: 207,9 м.